# Biomasseheizkraftwerk Dresden

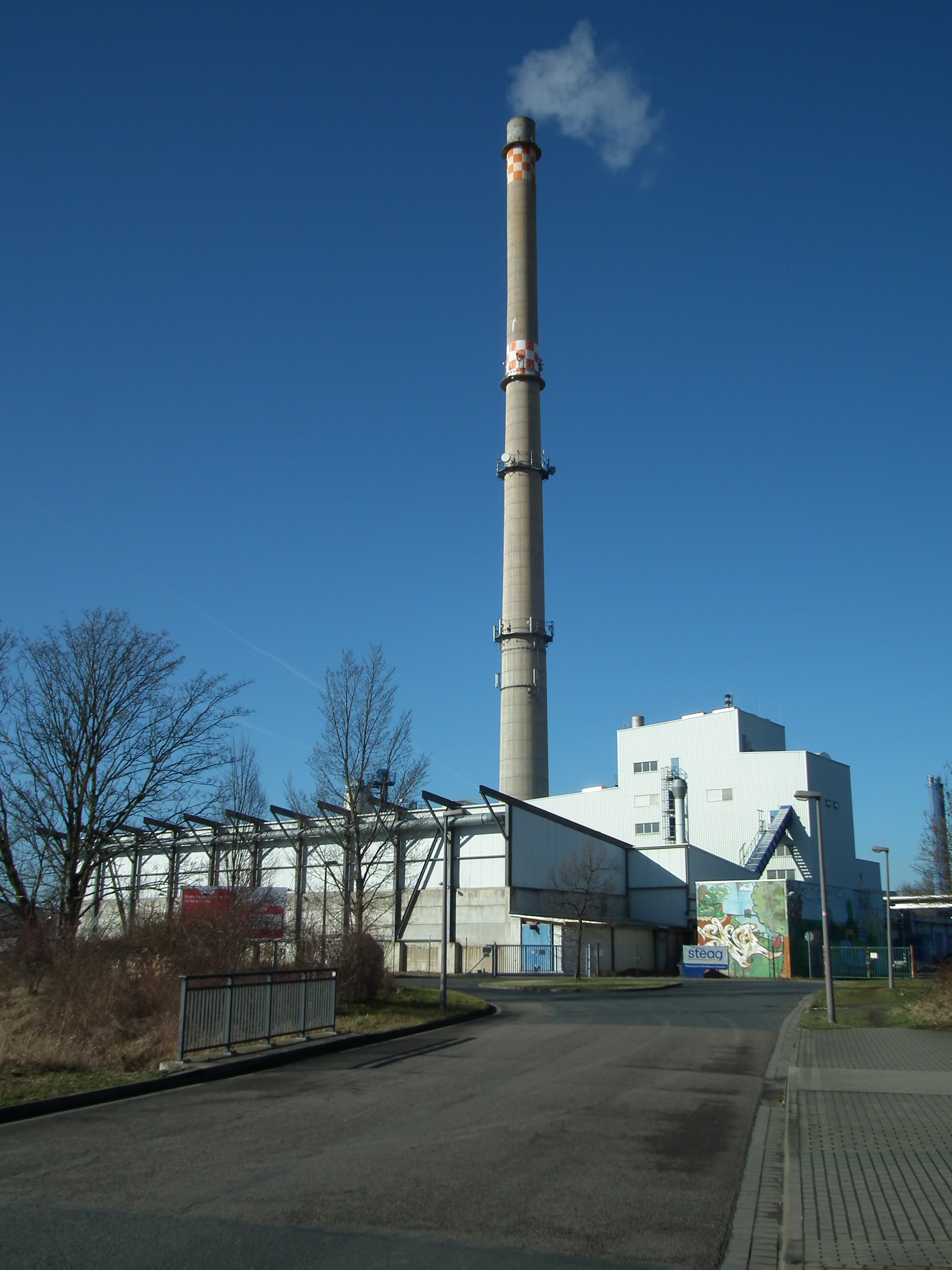
Biomasseheizkraftwerk Dresden, Am Lugaer Graben

Das Biomasseheizkraftwerk Dresden ist ein von Steag betriebenes Biomasseheizkraftwerk in Dresden-Großzschachwitz, das auch als Heizkraftwerk Dresden-Grosszschachwitz bezeichnet wird. Es entstand 2004 aus den Umbau eines braunkohlebefeuerten Kraftwerks. Das mit Holz beheizte Biomasseheizkraftwerk Dresden hat eine Fernwärmeleistung von 12 MW und eine elektrische Leistung von 7,2 MW. Der Kamin des Werks ist 130 Meter hoch.